# Theodore Stephenson

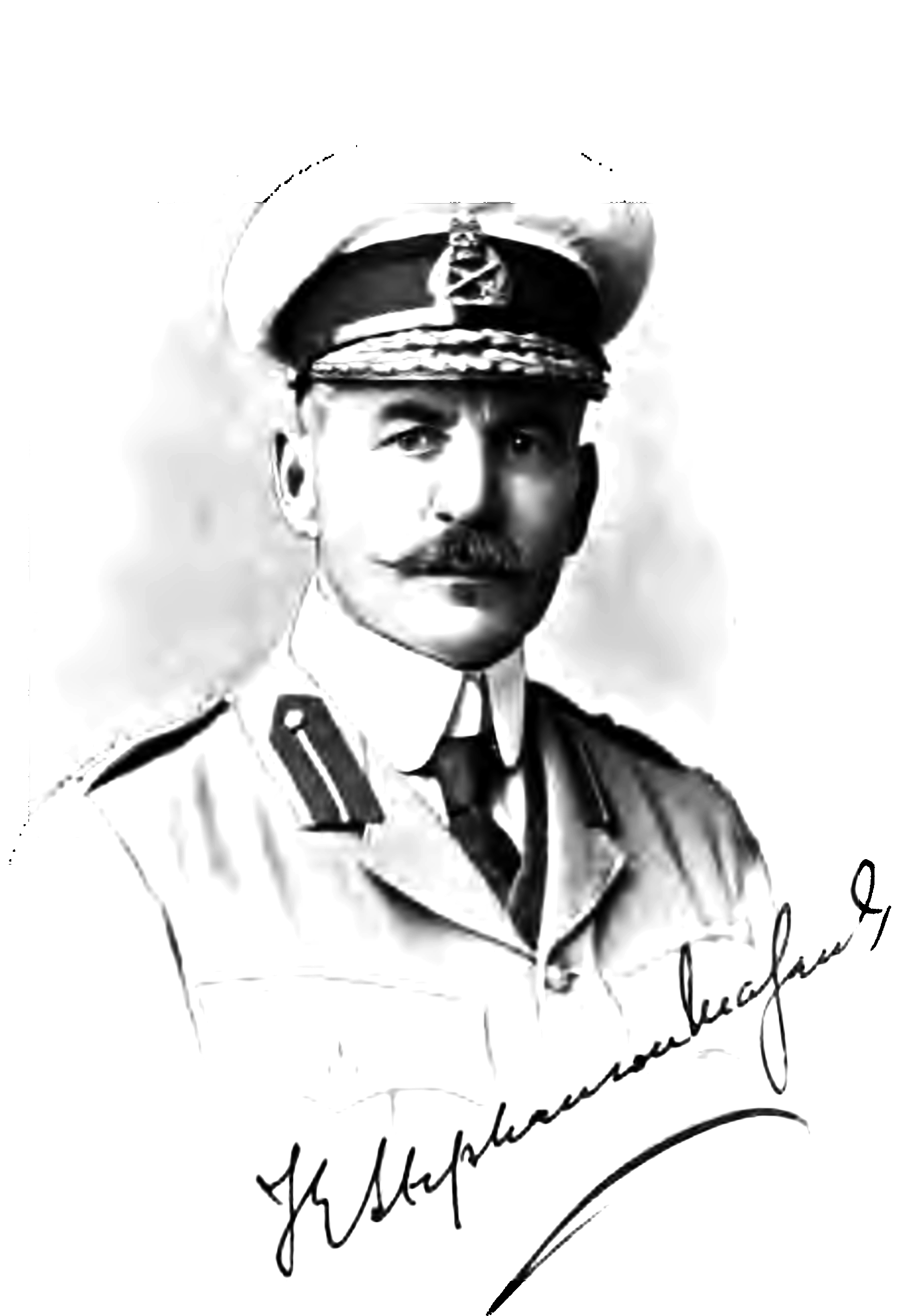
Generalmajor Theodore Stephenson

Theodore Edward Stephenson, CB (* 28. März 1856 in Weymouth, Dorset, England; † 19. Januar 1928) war ein britischer Offizier und zuletzt Generalmajor der British Army.

## Leben
Theodore Edward Stephenson, Sohn des Geistlichen Reverend Canon J. Stephenson, absolvierte nach dem Besuch des renommierten Marlborough College eine Offiziersausbildung und trat 1874 als Leutnant (Second Lieutenant) in das Infanterieregiment 56th (West Essex) Regiment of Foot ein. In den folgenden Jahren fand er zahlreiche Verwendungen als Offizier und Stabsoffizier. Er nahm am Zweiten Burenkrieg (1899 bis 1902) teil und wurde 1900 für seine Verdienste Companion des Order of the Bath (CB). Im Anschluss blieb er in Südafrika und war als Generalmajor (Major-General) zwischen Mai 1903 und Mai 1906 Kommandeur des Militärdistrikts Transvaal-Kolonie (General Officer Commanding, Transvaal District). Nach seiner Rückkehr war er als Nachfolger von Generalmajor Arthur Wynne von November 1906 bis Mai 1907 Kommandeur der zum Heereskommandos Ost (Eastern Command) gehörenden 6. Division (6th Division) und wurde in dieser Funktion von Generalmajor Lawrence Worthington Parsons abgelöst.
Im Anschluss wurde Stephenson im Mai 1907 Nachfolger von Generalmajor Bruce Hamilton als Kommandeur der zur Garnison Aldershot gehörenden 2. Division (2nd Division) und hatte dieses Kommando bis Januar 1910 inne, woraufhin Generalmajor Henry Merrick Lawson ihn ablöste. Anschließend wurde er im Juni 1910 Nachfolger von Generalmajor Thomas Perrott als Oberkommandierender in den Niederlassungen an der Meeresstraße (General Officer Commanding-in-Chief, Straits Settlements), dem späteren British Malaya, und verblieb auf diesem Posten bis zu seiner Ablösung durch Generalmajor Raymond Northland Revell Reade im Mai 1914. Als Nachfolger von Generalmajor Charles Hay, 20. Earl of Erroll übernahm er 1916 den Posten als Kommandeur der 65th (2nd Lowland) Division und wurde als solcher im September 1916 von Generalmajor George Forestier-Walker abgelöst. 1889 heiratete er Philippa Anna Frederica Watson, OBE, Tochter von Gordon Watson, und war Vater einer Tochter.